# Haplochromis eduardianus
Haplochromis eduardianus (Syn.: Schubotzia eduardiana) ist eine afrikanische Buntbarschart, die in Ostafrika im Georgsee, im Edwardsee und im Kazinga-Kanal, der Verbindung zwischen den beiden Seen vorkommt.

## Merkmale
Die Fische haben eine typische, bullige Buntbarschgestalt und erreichen eine maximale Standardlänge von 12,5 cm. Die Körperhöhe liegt bei 33,7 % bis 39,3 % der Standardlänge, die Kopflänge liegt zwischen 32,5 % und 37,8 % der Standardlänge. Das Kopfprofil ist gerade. Es steigt gegenüber der Horizontalen in einem Winkel von 35° bis 45° an. Der Schwanzstiel hat eine Länge von 16,2 % bis 19,2 % der Standardlänge und er ist 1,3- bis 1,5-mal so lang wie hoch. Das Maul steht horizontal, die Lippen sind leicht verdickt.
- Flossenformel: Dorsale XIII–XVI/9–10, Anale III/8–9.
- Schuppenformel: 31–34 (SL).
- Kiemenrechen: 7–9.
- Wirbel: 29–30.

Weibchen und junge Männchen von Haplochromis eduardianus sind silbrig-grau gefärbt mit transparenten Flossen. Bei den Weibchen schimmern die Flossen leicht gelblich-grau, bei den jungen Männchen leicht rötlich. Ausgewachsene Männchen sind bläulich-grau mit einem rosigen oder orangen Schimmer auf der Kopfoberseite, der Schnauze, den Kiemendeckeln und dem Hinterkörper. Die Brust und die Branchiostegalmembranen sind schwärzlich. Der Unterkiefer, die Lippen und der Unterrand des Präoperculums sind leuchtend blau. Die Wangen können orangerot sein. Die Rückenflosse ist dunkel mit roten oder orangen Streifen zwischen den Flossenstrahlen und einem rötlich-orangen Schimmer im weichstrahligen Teil. Die Schwanzflosse ist transparent mit einem rötlichen Schimmer vor allem im oberen Teil. Die Afterflosse ist bläulich bis schwärzlich mit dottergelben Eiflecken, die Bauchflossen sind schwärzlich.

## Lebensweise
Über die Lebensweise von Haplochromis eduardianus ist so gut wie nichts bekannt. Die meisten Exemplare fing man in Küstennähe in der Nähe von Röhricht über Sand- oder Schlammboden. Das offene Wasser der Seemitte scheint die Art zu meiden. Bei Magenuntersuchungen fand man Überreste von Insekten.